# 第十二季超級籃球聯賽新人選秀會
2014年第12季SBL超級籃球聯賽新人選秀會為超級籃球聯賽（SBL）在第12季SBL開打之前舉辦的第8屆新人選秀會，於2014年9月12日舉行。本屆新人選秀會共有19人參與，最終有13人獲選，由林郅為成為選秀狀元。

## 選秀結果
| →           | 順序一 | 順序二 | 順序三 | 順序四 | 順序五 | 順序六 | 順序七 |
| [ 1 ] [ 2 ] | 臺銀   | 金酒   | 裕隆   | 達欣   | 台啤   | 台灣大 | 璞園   |
| ----------- | ------ | ------ | ------ | ------ | ------ | ------ | ------ |
| 第一輪      | 林郅為 | 陳冠全 | 盧冠良 | 周儀翔 | 蔣淯安 | 陳兆豪 | 李啟瑋 |
| 第二輪      | 陳侑昫 | 簡偉儒 | 呂濟而 | 放棄   | 王人傑 | 陳京華 | 放棄   |
| 第三輪      | 成力煥 | 放棄   | 放棄   | 不適用 | 放棄   | 放棄   | 不適用 |

| 輪次 | 總順位 | 球員   | 位置 | 選中球隊       | 畢業/就讀學校        |
| ---- | ------ | ------ | ---- | -------------- | -------------------- |
| 1    | 1      | 林郅為 | 中鋒 | 臺灣銀行       | 中國文化大學         |
| 1    | 2      | 陳冠全 | 中鋒 | 金門酒廠       | 國立體育大學         |
| 1    | 3      | 盧冠良 | 後衛 | 新北裕隆納智捷 | 國立臺灣藝術大學     |
| 1    | 4      | 周儀翔 | 後衛 | 臺北達欣工程   | 新北市立泰山高級中學 |
| 1    | 5      | 蔣淯安 | 後衛 | 台灣啤酒       | 國立臺灣體育運動大學 |
| 1    | 6      | 陳兆豪 | 中鋒 | 台灣大         | 國立高雄師範大學     |
| 1    | 7      | 李啟瑋 | 前鋒 | 臺中璞園建築   | 明道大學             |
| 2    | 8      | 陳侑昫 | 前鋒 | 臺灣銀行       | 義守大學             |
| 2    | 9      | 簡偉儒 | 後衛 | 金門酒廠       | 國立臺灣師範大學     |
| 2    | 10     | 呂濟而 | 後衛 | 新北裕隆納智捷 | 國立高雄師範大學     |
| 2    | 11     | 王人傑 | 前鋒 | 台灣啤酒       | 醒吾科技大學         |
| 2    | 12     | 陳京華 | 前鋒 | 台灣大         | 屏東教育大學         |
| 3    | 13     | 成力煥 | 後衛 | 臺灣銀行       | 國立交通大學         |

參考資料：

## 選秀權交易
1. 1 2  2014年9月12日，台灣大與台灣啤酒進行交易[2][4][5]：
  - 台灣大獲得陳則語
  - 台灣啤酒獲得台灣大第十二季新人選秀會第一輪遴選球員陳兆豪

## 選秀報名
2014年9月1日，為本屆新人選秀會的報名截止日，共23人完成報名手續。9月10日，劉人豪、簡祐哲、黃泓瀚、李昆與因未參與新秀測試賽而失去選秀資格，最終19人參與新人選秀會：
- 陳京華
- 陳彥豪
- 林界廷
- 陳侑昫
- 李啟瑋
- 林柏偉
- 王人傑
- 陳兆豪
- 林郅為
- 陳冠全
- 盧冠良
- 鄭鐵
- 呂濟而
- 謝沅承
- 成力煥
- 周儀翔
- 簡偉儒
- 鄭瑋
- 蔣淯安